# Otaci
Otaci è una città della Moldavia nel distretto di Ocnița.

## Sport

### Calcio
La squadra principale della città è il Nistru Otaci.